# Бланш, Франсис
Франсис Жан Бланш (фр. Francis Blanche; 20 июля 1921, Париж, Франция — 6 июля 1974, там же) — французский актёр-комик, писатель, поэт.

## Биография
Франсис Жан Бланш родился в 1921 году. Рос и воспитывался в творческой среде: отец — актёр Луи Бланш, мать — Жермен Анна Франсуаза Пети, дядя — брат отца, известный во Франции художник Эмануэль Бланш. С ранних лет молодой человек увлекался театром и эстрадой, но первый серьёзный успех пришёл только в начале 1950-х годов в комическом дуэте с Пьером Даком. Их диалоги и скетчи, которых в эти годы было создано более 200, транслировались по национальному радио и телевидению. В 1960-е годы вёл на радио авторскую программу, в которой придумывал и организовывал оригинальные телефонные розыгрыши, которые транслировались в прямом эфире. Писал стихи и тексты песен для исполнителей-шансонье, например Шарля Трене, а также создал самые узнаваемые до настоящего времени переводы на французский язык рождественских песен «Jingle Bells» и «White Christmas». Написал несколько песен для Эдит Пиаф, придумывал и принимал участие в так любимых ею розыгрышах друзей и знакомых.
Театральную и эстрадную деятельность совмещал с работой в кино, где выступал в роли автора диалогов и текстов песен. Также сам с успехом снимался в кинокомедиях. Наиболее известны его гротескные образы гестаповца, оберштурмфюрера «папаши Шульца» в фильме «Бабетта идёт на войну», мэтра Фоласа в фильме «Дядюшки-гангстеры» и агента КГБ Бориса Васильева в фильме «Барбузы – секретные агенты». В советской печати 1960-х годов широко освещался фильм «Медведь» (фр., 1960 год), где Бланш снялся в составе трио с итальянским комиком Ренато Рашелем (ит.) и медведем Гошей, предоставленным Росгосцирком.
Неожиданно скончался от сердечного приступа в возрасте 52 лет, как полагают близкие из-за небрежного лечения сахарного диабета. Похоронен во дворе церкви городка Эз, одного из курортных мест Французской Ривьеры.

## Избранная фильмография
| Год  |   | Русское название                                 | Оригинальное название                                            | Роль                                                 |
| ---- | - | ------------------------------------------------ | ---------------------------------------------------------------- | ---------------------------------------------------- |
| 1942 | ф | Фредерика                                        | Frédérica                                                        | друг Гилберта                                        |
| 1953 | ф | Верьте мне                                       | Faites-moi confiance                                             | Николя, также автор диалогов и текстов песен         |
| 1954 | ф | Ах! Эти прекрасные вакханки                      | Ah! Les belles bacchantes                                        | тенор Гарибалдо Тронше, также автор текстов песен    |
| 1957 | ф | Пешком, верхом и на спутнике                     | À pied, à cheval et en spoutnik                                  | мистер Чазо                                          |
| 1959 | ф | Почему ты пришел так поздно?                     | Pourquoi viens-tu si tard?                                       | Камиль, владелец отеля                               |
| 1959 | ф | Бабетта идёт на войну                            | Babette s’en va-t-en guerre                                      | оберштурмфюрер Шульц                                 |
| 1959 | ф | Некоторым нравится похолоднее                    | Certains l'aiment froide                                         | Уильям Форстер Вальморен                             |
| 1960 | ф | Француженка и любовь                             | La Française et l'Amour                                          | судья Маркеру                                        |
| 1961 | ф | Да здравствует Генрих IV, да здравствует любовь! | Vive Henri IV, vive l'amour!                                     | приор                                                |
| 1962 | ф | Седьмой присяжный                                | Le Septième Juré                                                 | генеральный прокукрор                                |
| 1962 | ф | Тартарен из Тараскона                            | Tartarin de Tarascon                                             | Тартарен                                             |
| 1962 | ф | Вендетта                                         | La Vendetta                                                      | капитан Бартоли, кандидат на пост мэра               |
| 1963 | ф | Разнорабочие                                     | Les Bricoleurs                                                   | Эдуар                                                |
| 1963 | ф | Счастливчики                                     | Les veinards                                                     | Брикетон                                             |
| 1963 | ф | Дядюшки-гангстеры                                | Les Tontons flingueurs                                           | мэтр Фолас                                           |
| 1964 | ф | Чёрный тюльпан                                   | La Tulipe noire                                                  | Плантен, отец Каролины                               |
| 1964 | ф | Игра в ящик                                      | Des pissenlits par la racine                                     | дядя Обласон                                         |
| 1964 | ф | Охота на мужчину                                 | La Chasse à l'homme                                              | Папатакис                                            |
| 1964 | ф | Барбузы – секретные агенты                       | Les Barbouzes                                                    | Борис Васильев, агент КГБ по кличке «Тринитротолуол» |
| 1964 | ф | Пир хищников                                     | Le Repas des fauves                                              | «Дядя» Франсис, промышленник                         |
| 1965 | ф | Нет икры для тётушки Ольги                       | Pas de caviar pour tante Olga                                    | Дюфур                                                |
| 1967 | ф | Кто в семье хозяин                               | Ces messieurs de la famille                                      | Эрих карл Струмбергер                                |
| 1967 | ф | Дневная красавица                                | Belle de jour                                                    | Адольф                                               |
| 1969 | ф | Доставьте удовольствие друзьям                   | Faites donc plaisir aux amis                                     | Максимилиан                                          |
| 1969 | ф | Эротиссимо                                       | Erotissimo                                                       | секретарь                                            |
| 1971 | ф | Большая Ява                                      | La Grande Java                                                   | Аугуст Кюглоф/Аугустин Коломбани                     |
| 1971 | ф | Что заставляет крокодилов убегать?               | Qu'est-ce qui fait courir les crocodiles ?                       | Гектор Грогино                                       |
| 1973 | ф | История про Колино-юбочника                      | L'Histoire très bonne et très joyeuse de Colinot trousse-chemise | странник                                             |
| 1973 | ф | Большая жратва                                   | La Grande Bouffe                                                 | автор сценария                                       |